# Argelato
Argelato là một đô thị ở tỉnh Bologna, Ý. Đô thị này gồm các làng Casadio, Funo, Malacappa, Passo Gatti, San Donnino, San Giacomo, Volta Ren. Các đô thị giáp ranh: Bentivoglio, Castel Maggiore, Castello d'Argile, Sala Bolognese, San Giorgio di Piano.

## Biến động dân số
Argelato